# Automoteur Batignolles-Châtillon 155 mm
L'automoteur Batignolles-Châtillon 155 mm est un canon automoteur développé en France par la société Batignolles-Châtillon dans les années d'après-guerre.
L'automoteur Batignolles-Châtillon 155 mm diffère de la plupart des autres automoteurs de sa classe par la présence d'une tourelle permettant la rotation de l'armement principal. 
La construction du prototype a débuté en 1955. Le châssis est semblable à celui du char M47 Patton, perçu par l'armée de terre française. La tourelle avec chargeur automatique est développée en 1958. Le programme est abandonné en décembre 1959.